# Cercosaura eigenmanni
Espèce
Synonymes
- Prionodactylus eigenmanni Griffin, 1917

Cercosaura eigenmanni est une espèce de sauriens de la famille des Gymnophthalmidae.

## Répartition
Cette espèce se rencontre :
- en Bolivie dans les départements de Pando, de Beni et de Santa Cruz ;
- au Brésil au Mato Grosso, au Rondônia et en Acre ;
- au Pérou.

## Étymologie
Cette espèce est nommée en l'honneur de Carl Henry Eigenmann.

## Publication originale
- Griffin, 1917 : A list of the South American lizards of the Carnegie Museum, with descriptions of four new species. Annals of the Carnegie Museum, vol. 11, p. 304-320 (texte intégral).